# Камелия (певица)
Камелия Владимирова Вескова, по-известна само като Камелия, е българска певица, актриса и телевизионна водеща.

## Биография

### Ранни години
Като дете пее в училищния хор.

### 1997 – 2003: Началото: „Огън момиче“, „Златна рибка“, „Нещо горещо“
На 7 декември 1999 г. на музикалния пазар се появява албумът „Златна рибка“. Първата клипирана песен от него е „Няма шега“, по-известна като „Яхабиби“. Песента окупира челните места на всички класации. Албумът започва да се продава в рекордни тиражи.[източник? (Поискан преди 9 дни)]
В началото на 2000 година с видеоклиповете са промотирани едни от най-големите хитове в кариерата и „Луда по тебе“ и „Ти си“ (първият черно-бял клип в попфолка). На рождения си ден певицата прави промоция на най-новия си албум, озаглавен „Златна рибка“, състояла се в комплекс „Приказките“ край Харманли. През април 2000 година фирма „Пайнер“ и Българската асоциация на музикалните продуценти (БАМП) обявяват албума „Златна рибка“ за златен по продажби. Общият му тираж достига 200 000 копия. От тях 30 000 са на CD и това го прави най-продаваният за годината в страната, като в края на годината дори достига платинен тираж.
Камелия записва песента „Къде си ти“, която се появява на музикалния пазар през лятото на 2001 г. и става хит.[източник? (Поискан преди 9 дни)] Също така това е и първият излъчен клип по музикална телевизия „Планета“. В края на годината певицата участва и на фестивала „3латният Мустанг“ във Варна. Печели 3 награди за песента „Къде си ти“. Певицата се представя и в конкурса за изпълнител с първата записана песен за предстоящия и албум – баладата „Няма те“.[източник? (Поискан преди 9 дни)]
На 21 април 2002 г. излиза третият албум на Камелия – „Нещо горещо“ масирано промотиран от „Пайнер“. Албумът има рекорд по бързина на продажби – само през първата седмица са пласирани над 10 000 бройки. „Истински горда съм от „Залеза и зората“, защото тази песен се оказа най-големия авторски хит за годината“, споделя Камелия. И до ден днешен остава една от емблематичните балади в поп фолка а Камелия завършва всяко едно участие точно с тази песен. Като трети хит от албума се откроява дуетната балада „Искаш да се върна“, в която Камелия пее на гръцки език, с гръцкия изпълнител Сакис Кукос. Песента „Искаш да се върна“ се задържа на първо място в зрителската класация на телевизия „Планета“ 6 седмици. Докато снимат видеоклипа на песента в Солун, телевизионна журналистка от гръцки канал нарича Камелия „Българската Анна Виси“.[източник? (Поискан преди 9 дни)]

### 2004 – 2009: „Презареждане“, „Има любов“, "Playboy", „Турнета“
Пилотното клипирана песен от него е „Ти ела“. В началото на лятото се появява видеоклипът към песента „В сърцето си ми ти“.[източник? (Поискан преди 9 дни)] Камелия за 2-ри път участва в лятното национално турне на Пайнер. Следва видеоклип на песента „Има любов“, който се появява в ефира на телевизия „Планета“ на 19 януари 2006 г. През лятото участва за 3-ти път в националното турне на Пайнер.[източник? (Поискан преди 9 дни)]
През февруари 2007 г. Камелия записва песента и видеоклипа „Забранена зона“.[източник? (Поискан преди 9 дни)] На годишните награди на Планета ТВ през февруари се появява в рокля в цветовете на българския трибагреник. където отново застава зад медиците в Либия. През август певицата представя видеоклипа „Още те обичам“ и се снима в телевизионна реклама на водка „Бяла мечка“. Участва отново за 4-ти път в националното турне на Пайнер и открива всички концерти. В края на 2007 година пътува до САЩ, където осъществява двумесечно турне, което се провежда предимно в градове с големи колонии от български имигранти.
През лятото на 2008 г. Камелия е част от 5-ото национално турне „Planeta Derby 2008“, а през септември става първият български изпълнител с виртуален албум, създаден от нейни почитатели. В началото на октомври в ефира на Планета ТВ се завърта и видеото към песента „Фалшива кожа“. Края на 2008 г. отбелязва с музикално турне в Северна Македония, където изнася няколко клубни участия.
През февруари 2009 г. е заснет видеоклипът към песента „Оргазъм“ който според нейни думи видеоклипът ще се помни дълго. Малко след това получава предложение да стане водеща на забавно-хумористичното предаване „Голямата уста“ по „Нова телевизия“, което е съпътстващо шоу към националното телевизионно риалити „ВИП Брадър“. На 23 юни 2009 г. Планета ТВ се промотира видеоклипът на Камелия към песента „Черна кръв“, и отново за 6-ти пореден път става част от турнето на Пайнер. На 30 октомври се промотира видеоклипът към песента „Оставяш петна“.

### 2010 – 2013: „Проект 13“, „Споделено с Камелия“, „Марс и Венера“
В началото на февруари 2010 г. Камелия прави клипа на песента „Как да те забравя“. През лятото излиза най-мащабният сборен албум на Камелия а имено „Проект 13“ който включва 3 -CD диска и 1 DVD. Селектирани са най-бързите, най-бавните, най-добрите видеоклипове и най-новите песни (като най-новите песни са под заглавие на албум „Еротика“) за албума Камелия казва следното: „Проект 13 включва всичко, което фирма „Пайнер“ и Камелия са направили през всичките тези 13 години работа. Ще има най-новият ми диск, диск със всички бързи стари песни, един диск с всички бавни и умерени стари песни и един диск с всички най-хубави клипове на Камелия“ Отделно от „Пайнер“ телевизионният оператор „Булсатком“ за два месеца промоционално пласира в своята дистрибуторска мрежа отделен, 50 000-ен тираж от албума „Проект 13“.
След успеха на „Голямата уста“ Камелия получава предложение от продуцентска компания „No Frame media“ да води собствено социално ток-шоу в ефира на националната телевизия ТВ7. което се казва „Споделено с Камелия“ и продължава излъчването си година и половина. Предаването получава доста добър рейтинг, но заради проблеми от страна на продуцентите Камелия бива отстранена от предаването След нея на хубавото диванче сядат като водещи Вихра след нея и певицата Кали, но успехът и рейтинга, който Камелия е направила не могат да го стигнат и предаването бива спряно след няколко месеца.
В началото на август 2010 година в своя анкета списание „Слава“ обявява Камелия за „Най-секси БГ звезда“. Следва видеоклип към песента „Sexy“, която е своеобразно продължение на „Orgasm“. На 28 септември същата година излиза песента „Изпий ме цялата“. През октомври певицата взима участие в коледната кампания на БНТ в подкрепа на децата на загинали служители от системата на МВР, където е лице на кампанията заедно с телевизионните водещи Спас Кьосев, Цветанка Ризова и Константин Лунгов, както и актьора Владимир Карамазов.
В началото на 2011 г. на рождения ден на Камелия се излъчва видеоклипът ѝ към песента „Еротика“. През февруари 2011 г. читателите на списание „Блясък“ определят Камелия като „Най-сексапилната блондинка в попфолка“. През лятото на 2011 излиза последният видеоклип от албум „Еротика“ песента „Манастир“.
През март 2012 година на годишните музикални награди на телевизия Планета Камелия получава от фирмата специалната награда „15 години музикална кариера“ и представя песента „Лошо действаш ми“. През март 2012 година взема участие в комедийния сериал „Ракия Sunrise“, който е част от Шоуто на Слави по bTV. През същата година става водеща на конкурса „Мис България“ заедно с актьора Кирил Ефремов. на 4 декември 2012 г. на концерта 11 години Планета ТВ Камелия представя песента „Щипни ме“ която представя с оригинално шеговито обаждане към нейният тогавашен продуцент а именно Митко Пайнера и бива запомнящо се и до днес. През есента на 2013 г. Камелия отново е в амплоато си на телевизионна водеща. Предаването, което води се нарича „Марс и Венера“ и се излъчва в ефира на „Нова ТВ“.

### 2014 – сега: „Раздяла с Пайнер“, „Ново начало“, „Гласът на България“
На 31 март 2014 г. премиерно се излъчва видеоклипът на Камелия към песента „Престъпно е“. Следва дуетната песен „Само за минута“ на Галин и Камелия, премиерата, на която е на 5 септември 2014 г. На 27 октомври 2014 г. певицата напуска фирма „Пайнер“ окончателно след не малко преговори. От фирмата изтриват всички нейни видеоклипове от сайтовете за видео споделяне в техните канали. От същата година Камелия се продуцира сама, чрез собствената си музикална компания „Камс Продакшън“ ООД.
Първата песен с клип, която представя за 2015 г., е „Неповторим“. На 17 септември се появява песента ѝ „Дай го двойно“. Навръх Коледа 2015 Камелия представя третата си песен за годината, наречена „Добре дошла“, към която е направен клип.
На 5 август 2016 г. Камелия издава песента „Минута живот“, която става една от успешните попфолк песни през лятото на 2016 година с над 3 милиона реални гледания в сайтовете за видео споделяне. На 23 ноември 2016 г. е обявено, че Камелия ще е ментор в новия сезон на Гласът на България който е през пролетта на 2017 година. тя е ментор 4 поредни сезона.
На 8 февруари 2017 г. излиза песента на Камелия със заглавие „Плюшено мече“, която е с Алек представена е със слайдшоу. На 18 юли 2017 г. излиза песента на Камелия, озаглавена „Дразни ме“, която е дует с Гъмзата и се превръща в един от хитовете на годината. На 7 декември 2017 г. излиза песента „Куклите“.
На 28 септември 2018 година излиза дуетът ѝ със Сашо Роман „Името ти“ който става огромен хит и към ноември 2023 г. има над 15 милиона гледания в „YouTube“. Шест месеца по-късно прави ремикс на песента. На 28 септември излиза продължението на „Името ти“, отново със Сашо Роман, която се казва „Хотел на греха“.
На 3 август 2020 г. Камелия представя кавър на песента „Иди си“ на Деси. Само 18 дни по-късно пуска клип на „Не те забравих“.
През април 2021 г. излиза филма „Голата истина за група Жигули“, където Камелия има роля и си партнира с актьора Михаил Билалов. На 12 май 2021 г. Камелия пуска нова песен, дует с Александър Робов, която се казва „Искам да се напиеш“.
На 9 януари 2022 година Камелия представя песента си „Двама непознати“ и за първи път за създаването си работи изцяло с композитора Даниел Ганев а за част от текста помага и певицата Сиана. През май 2022 г. излиза колаборацията на лятото а именно песента „План Б“ която е с Торино и Пашата. През юни Камелия е сред звездите на Sofia Pride 2022. На 11 ноември излиза песента „Всичко дадох“ А на 7 декември излиза втората песен колаборация с Торино и Пашата „Казанова“
На 11 ноември 2023 г. или точно една година след песента „Всичко дадох“ Камелия изненадва всички с дуетна песен с певеца Супер саш а песента се казва "No love, no problem"

## Личен живот
Има дългогодишна връзка с приятеля си Цветин. През 2023 г. се ражда първото им дете Баян.

## Дискография

### Студийни албуми
- Огън момиче (1998)[50]
- Златна рибка (1999)[50]
- Нещо горещо (2002)[50]
- Има любов (2005)[50]
- Еротика (2010)

### Компилации
- Single & The Best Selection (2006)
- Проект 13 (2010)[50]
- Златните хитове на Пайнер 3 – Камелия (2012)[50]

### Сингли
- Къде си ти (2001)[50]
- Презареждане (2004)[50]

## Награди
| Година | Получател          | Награда                                 | Връчител                                       |
| ------ | ------------------ | --------------------------------------- | ---------------------------------------------- |
| 2001   | „Защо повярвах“    | Песен на годината                       | списание „Нов Фолк“                            |
| 2001   | „Къде си ти“       | Песен на годината                       | „Златният Мустанг“                             |
| 2001   | „Къде си ти“       | Клип на годината                        | „Златният Мустанг“                             |
| 2001   | „Къде си ти“       | Награда на телевизионните зрители       | „Златният Мустанг“                             |
| 2002   | „Златна рибка“     | Най-продаван музикален албум            | Годишни награди на списание „Нов фолк“         |
| 2003   | „Залезът и зората“ | Клип на годината                        | Годишни награди на ТВ „Планета“                |
| 2004   | Камелия            | Мис Планета                             | Годишни награди на ТВ „Планета“                |
| 2005   | Камелия            | Оригинално медийно присъствие           | Годишни награди на сп. „Нов фолк“              |
| 2005   | Камелия            | Оригинално сценично присъствие          | Годишни награди на сп. "Нов фолк               |
| 2006   | Камелия            | Най-атрактивна визия                    | Годишни награди на сп. „Нов фолк“              |
| 2006   | Камелия            | Специална награда на „Тантра“           | Годишни награди на ТВ „Планета“                |
| 2007   | Камелия            | Най-артистично присъствие във видеоклип | Годишни награди на ТВ „Планета“                |
| 2007   | „Някой ден“        | Видеоклип на годината                   | Годишни награди на сп. „Нов фолк“              |
| 2007   | „Луда по тебе“     | Кавърверсия на десетилетието            | Годишни награди на сп. „Нов фолк“              |
| 2008   | „Фалшива кожа“     | Видеоклип на годината                   | Годишни награди на ТВ „Планета“                |
| 2009   | „Оргазъм“          | Видеоклип на годината                   | Годишни награди на ТВ „Планета“                |
| 2009   | Камелия            | Оригинално сценично присъствие          | Годишни награди на сп. „Нов фолк“              |
| 2010   | „Залеза и зората“  | Балада на десетилетието                 | Годишни музикални награди на радио „Романтика“ |
| 2011   | Камелия            | Специална награда за 15 години на сцена | Годишни музикални награди на ТВ „Планета“      |
| 2012   | Камелия            | Най-добра комуникация с публиката       | Годишни музикални награди на ТВ „Планета“      |
| 2024   | „Луда по тебе“     | Любим ретро поп фолк хит                | Годишни музикални награди на радио „Веселина“  |

## Изяви
Концерти зад граница: Северна Македония, Гърция, САЩ, Испания, Великобритания
Камелия участва в Националното турне на Планета ТВ от 2004 до 2009 г.

## Филмография
- Ракия Sunrise (2012)
- Голата истина за група Жигули (2021) – Джина